# شرط کورانت–فردریشز–له‌وی

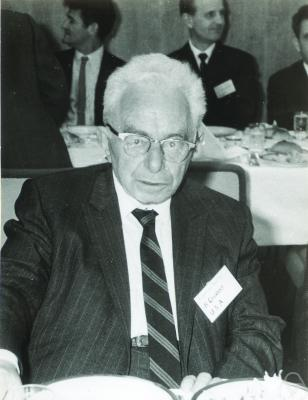
ریچارد کورانت، یکی از ۳ دانشمند مطرح کننده شرط.

در ریاضیات، شرط کورانت–فردریشز–له‌وی (به انگلیسی: Courant–Friedrichs–Lewy condition؛ یا به شکل کوتاه‌شده CFL) شرطی لازم برای همگرایی در هنگام حل کردن بعضی معادله‌های دیفرانسیلی پاره‌ای (اغلب PDEهای هذلولوی) از راه عددی توسط روش تفاضل محدود است. خاستگاه این شرط تحلیل عددی روش‌های انتگرال‌گیری زمانی صریح (explicit time integration) است، هنگامی که آن‌ها برای برای یافتن حل عددی به کار می‌روند. در نتیجه، گام زمانی در محاسبات کامپیوتری شبیه‌سازی شده می‌بایست از مقدار مشخصی کوچکتر باشد، در غیر این صورت نتیجه شبیه‌سازی نادرست خواهد بود. این شرط به نام ۳ دانشمند مطرح کننده آن ریچارد کورانت، کورت فردریشز و هانس له‌وی نامگذاری شده است.

## توضیح اکتشافی
قاعده کلی پشت این شرط این است که برای مثال اگر یک موج در حال حرکت از میان یک شبکه فضایی گسسته باشد و ما بخواهیم دامنه آن را در گام‌های زمانی گسسته با مدت زمان برابر محاسبه کنیم آنگاه این مدت زمان باید کمتر از زمان سفر موج به نقاط مجاور شبکه باشد. در نتیجه، هنگامی که فاصله نقاط شبکه کاهش می‌یابد، حد بالایی برای گام‌های زمانی نیز کم می‌شود. در اصل، دامنه وابستگی عددی هر نقطه در فضا و زمان (همانگونه که با شرایط اولیه و پارامترهای اسکیم تقریب تعیین می‌شود) باید شامل دامنه وابستگی تحلیلی (که شرط اولیه بر مقدار دقیق حل در آن نقطه تأثیر دارد) باشد تا اطمینان بدهد که اسکیم به اطلاعات مورد نیاز برای تشکیل حل مسئله دسترسی دارد.